# Rémuzat
Rémuzat is een gemeente in het Franse departement Drôme (regio Auvergne-Rhône-Alpes) en telt 330 inwoners (2011). De plaats maakt deel uit van het arrondissement Nyons.
Zoals een groot deel van de Drôme Provençal, in het bijzonder de Baronnies, heeft Rémuzat een subtropisch klimaat. Daarnaast is Rémuzat bekend om zijn gieren. Nadat in 1995 respectievelijk 1998 kolonies vale gieren (Gyps fulvu) en monniksgieren (Aegypius monachus) waren uitgezet, vestigde zich enkele jaren later spontaan de in Frankrijk meer zeldzame aasgier (Neophron percnopterus).

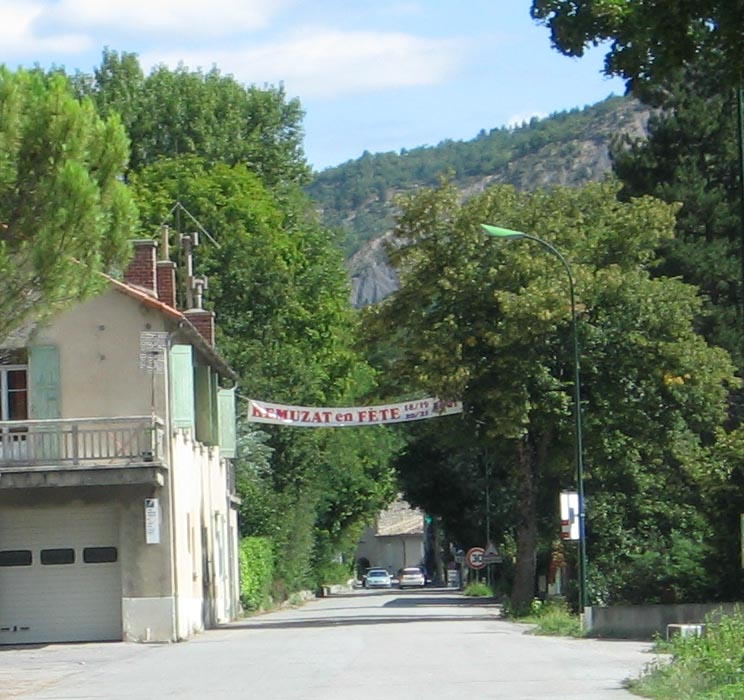
Rémuzat

## Geografie
De oppervlakte van Rémuzat bedraagt 16,5 km², de bevolkingsdichtheid is 17,9 inwoners per km².

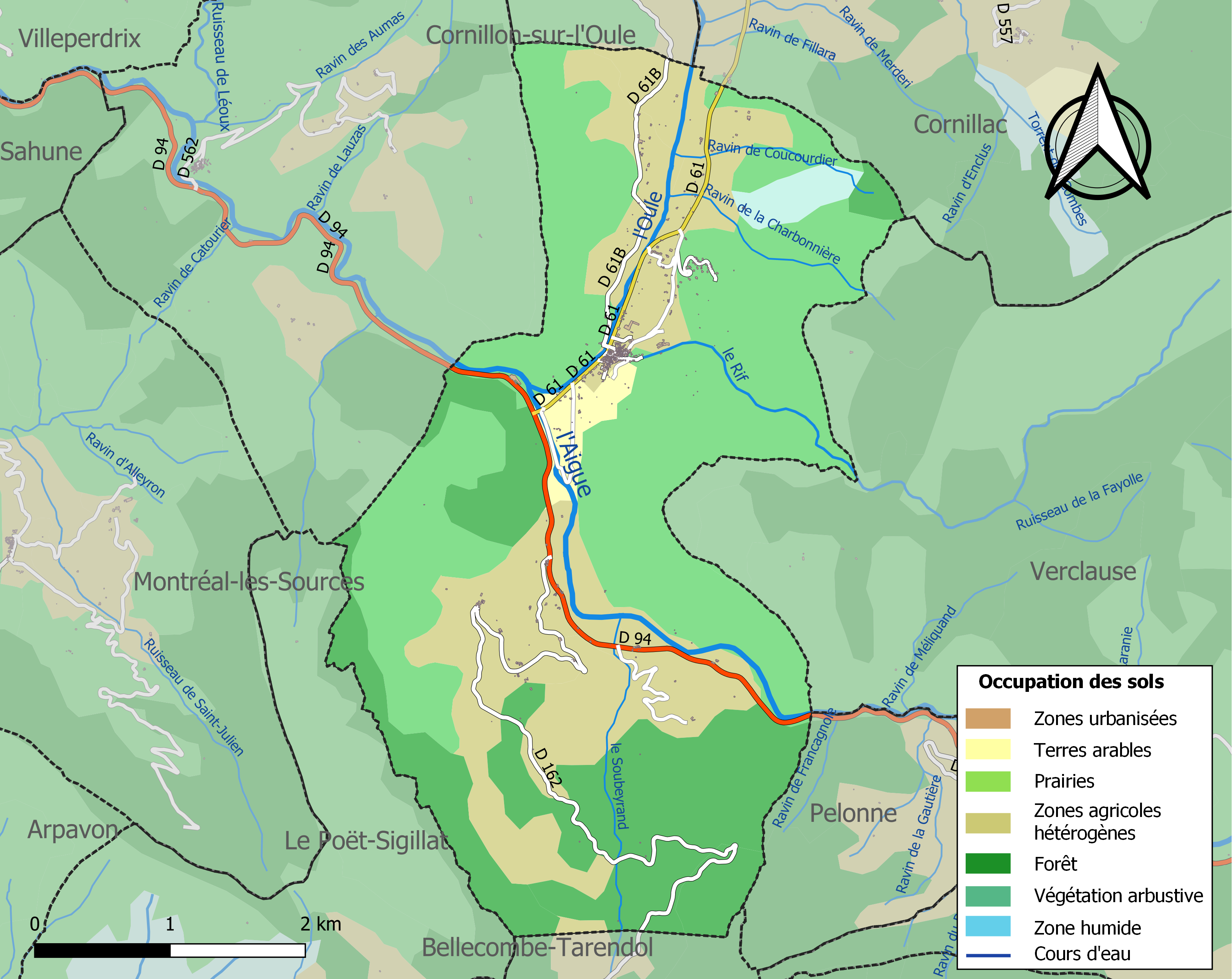
Kaart van de gemeente met belangrijkste infrastructuur, bodemgebruik en omliggende gemeenten

## Demografie
Onderstaande figuur toont het verloop van het inwonertal (bron: INSEE-tellingen).